# Afstuderen

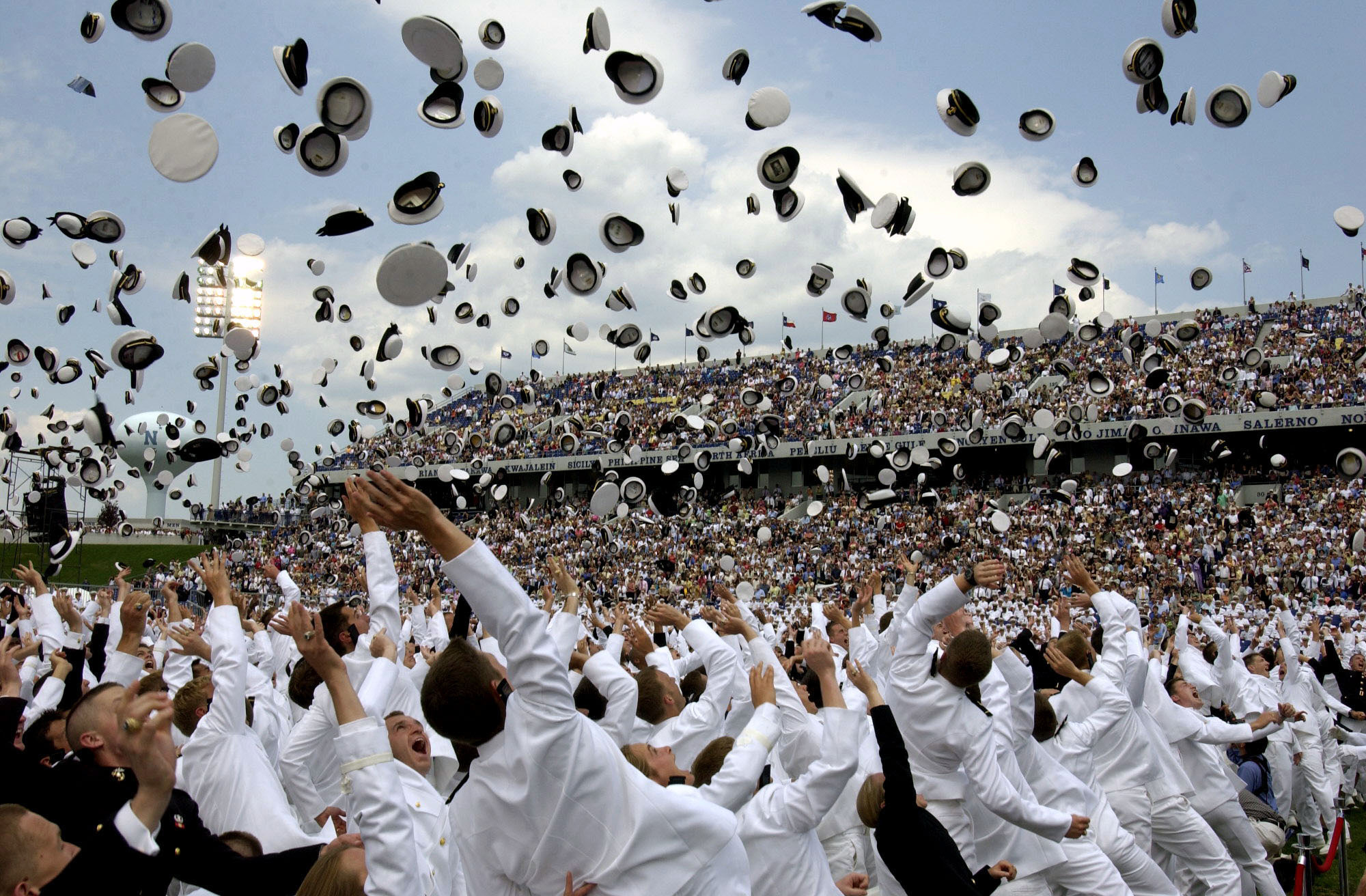
Pas afgestudeerden van de United States Naval Academy gooien hun hoed in de lucht bij het afstuderen.

Afstuderen is het succesvol afronden van een studie, waarbij een diploma behaald wordt. Na het afstuderen behoort de oud-student tot de alumni van de academie waar de oud-student gestudeerd heeft.
Voor het afstuderen moet op de meeste opleidingen een scriptie, thesis of afstudeerproject afgerond worden. Dit is een laatste proef van bekwaamheid. Dit is meestal een grotere opdracht dan de voorgaande opdrachten en de student krijgt een eigen scriptiebegeleider. 
Nadat de student aan alle voorwaarden heeft voldaan, wordt door de examencommissie het officiële moment van afstuderen vastgesteld. Hierna kan de student kiezen tussen het ophalen van het diploma bij de administratie, of deze ophalen bij een plechtige gelegenheid, de buluitreiking of masteruitreiking. Ook is het voor de afstuderende mogelijk iemand anders te machtigen het diploma op te halen.

## Nederland
In Nederland wordt de buluitreiking meestal georganiseerd door de faculteit zelf en is de uitreiking daarom minder officieel dan in het buitenland. Er zijn soms kledingvoorschriften, maar alumni dragen meestal geen academische baret en toga.

## België
In België wordt het diploma naar de alumnus opgestuurd. Na ontvangst kan de afgestudeerde ervoor kiezen naar de proclamatie te gaan. Deze plechtigheid wordt door de faculteit georganiseerd. Bij de proclamaties worden een mastertoga, een stola en een cap gedragen.